# Orcadas prehistóricas

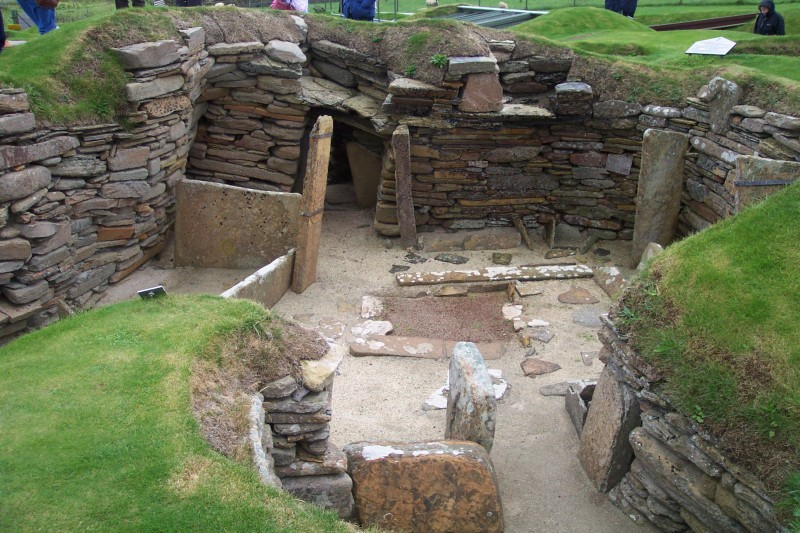
Skara Brae, en las Orcadas, es la población neolítica europea mejor conservada del norte de Europa encontrada hasta el momento.

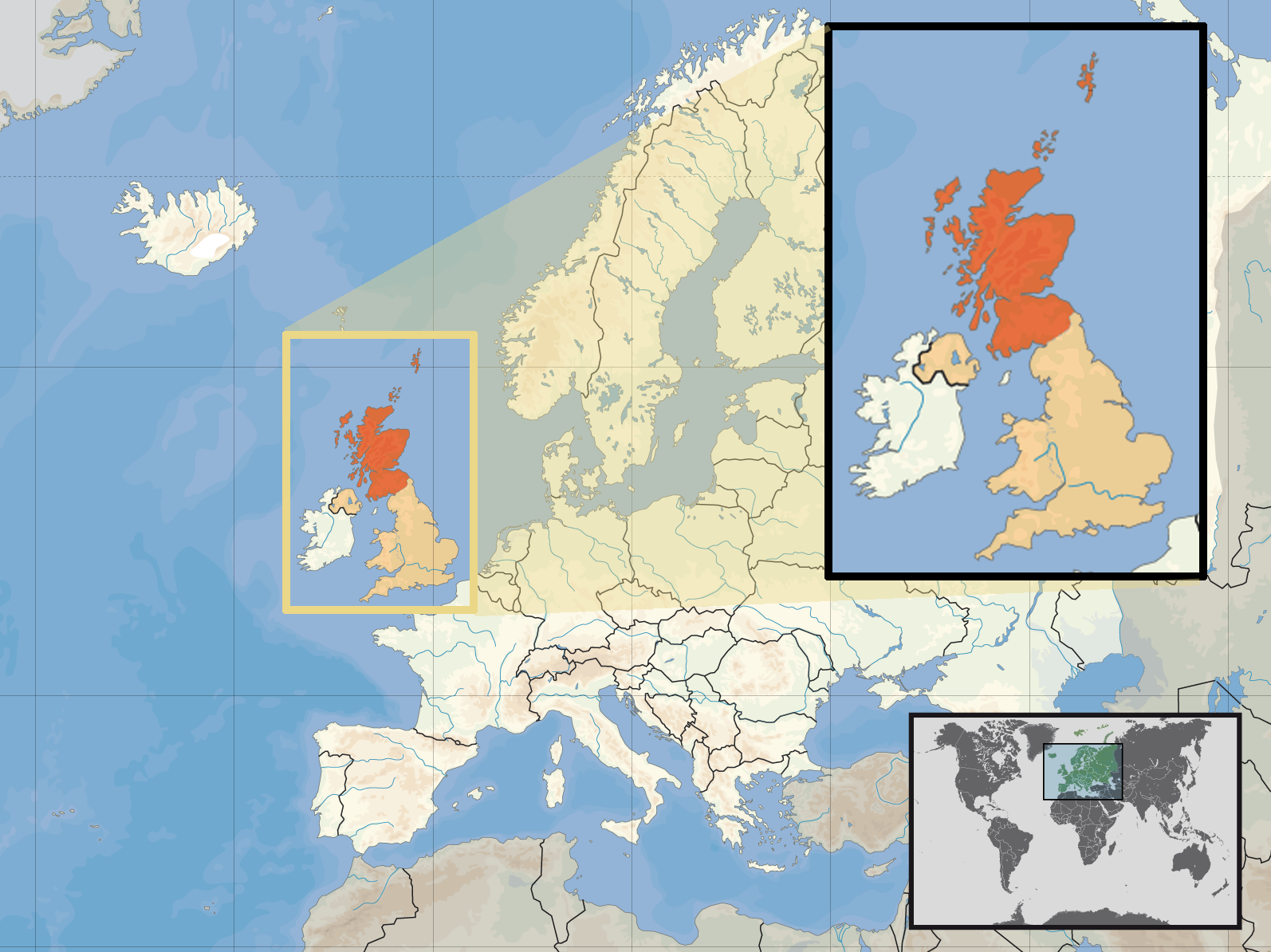
Situación de Escocia (color rojo). El norte de la isla de Gran Bretaña es la parte principal en cuanto a extensión. Las islas al oeste son conocidas como Hébridas, las inmediatamente al norte son las islas Orcadas, y también al norte pero más separadas se encuentran las islas Shetland.

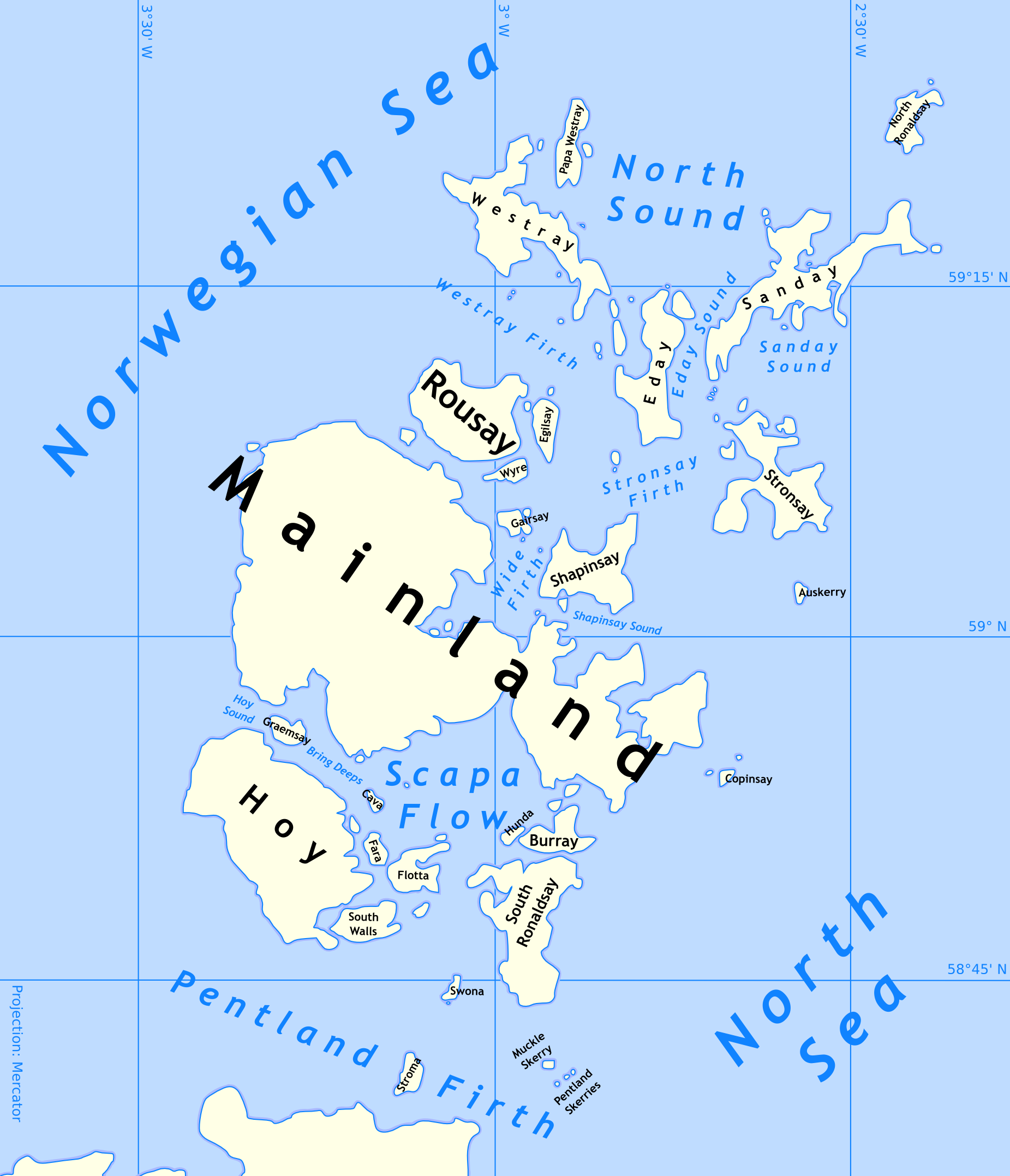
Mapa detallado de las islas Orcadas. El territorio en la parte inferior es el norte de la isla de Gran Bretaña.

Orcadas prehistóricas (en inglés Prehistoric Orkney) hace referencia al período de ocupación humana de dicho archipiélago escocés en la última parte de la prehistoria de las islas. El periodo de la prehistoria previo a la ocupación por el género Homo es parte de la geología de Escocia. Aunque algunos registros escritos se refieren a las islas Orcadas durante la invasión romana de Escocia, la prehistoria en el norte de Escocia no termina hasta el comienzo del Período Histórico Temprano en torno al año 600.
Hay numerosos restos prehistóricos importantes en las islas Orcadas, especialmente desde el período Neolítico, cuatro de los cuales forman uno de los sitios declarado Patrimonio de la Humanidad. Hay diversas razones para la abundancia de registros arqueológicos. El lecho de piedra arenisca proporciona un material fácilmente utilizable para la realización de herramientas de piedra y las arenas movidas por el viento han ayudado a conservar algunos sitios. La relativa falta de industrialización y la baja incidencia de la labranza también han ayudado a conservar estos antiguos monumentos. Las tradiciones locales, basadas tanto en el miedo como en la veneración de estas antiguas estructuras (tal vez, actitudes heredadas del período de la ocupación por los nórdicos) pueden haber ayudado a mantener su integridad estructural.
La prehistoria se divide convencionalmente en una serie de períodos más cortos, pero la diferenciación de estas diversas épocas de la historia humana es una tarea compleja, sus límites son inciertos y los cambios entre ellos son graduales. El Paleolítico duró hasta la retirada del hielo, el Mesolítico hasta la adopción de la agricultura y el Neolítico hasta el comienzo de la metalurgia. Algunos de los sitios abarcan largos períodos de tiempo y, en particular, las diferencias entre el Neolítico y los períodos posteriores no son claras. La extraordinaria riqueza de las estructuras del Neolítico no se corresponde ya sea con los períodos tempranos de la Edad del Bronce, en los que la evidencia de ocupación humana es escasa o inexistente, o la última parte de ese período, que proporciona una relativa escasez de pruebas. La posterior Edad del Hierro supuso el retorno a las construcciones monumentales, sobre todo de brochs.
Excavaciones formales fueron realizadas ya a finales del siglo XVIII y la comprensión de las estructuras implicadas pasó desde verlas como poco más que folclore hasta la actual ciencia arqueológica moderna. Los sitios de los que se va a hablar se encuentran en la isla principal de las Orcadas, Mainland, a menos que se especifique lo contrario.

## Paleolítico
Hasta el momento no han sido encontrados restos, en las islas Orcadas, ya sean la presencia de neandertales o de Homo sapiens en los interglaciares del Pleistoceno. Los primeros indicios de seres humanos se producen solo después de que el hielo se retiró en el XI milenio a. C. y el actual interglaciar Flandriense comenzó. Desde entonces el paisaje de las islas Orcadas ha sido alterado por las dos fuerzas: la humana y la natural. En un principio, el nivel del mar era más bajo que en la actualidad debido al gran volumen de hielo que quedaba. Esto significa que las islas Orcadas pudieron haber estado conectadas a tierra firme, como lo estuvo la isla de Gran Bretaña a la Europa continental. Gran parte de la cuenca del mar del Norte, también fue tierra firme hasta después del 4000 a. C. Esto habría hecho que viajar hasta el norte de Escocia fuese relativamente fácil para los primeros colonizadores humanos. El consiguiente levantamiento isostático de la tierra hace de la estimación de las costas postglaciaciones una tarea compleja.

## Mesolítico
El muy limitado registro arqueológico proporciona poca evidencia de la vida del Mesolítico en las islas Orcadas en particular y de la Escocia al norte de Inverness en general. Sitios de «dispersión lítica» en Seatter, Ettit Sur, Wideford Hill, Valdigar y lago Stenness han proporcionado pequeñas herramientas de piedra pulida y lascas. Una cáscara de avellana carbonizada, recuperada durante las excavaciones de Longhowe en Tankerness en 2007, ha sido datada entre 6820-6660 a. C. Sin embargo, no hay pruebas que indiquen si estos sitios tuvieron o no una ocupación permanente y tampoco se han descubierto hasta la fecha enterramientos mesolíticos en Escocia.
Un yacimiento excavado recientemente en Stronsay ha producido un millar de piezas de sílex, y lo que puede ser la evidencia de un campamento temporal. Con una datación del 7000 a. C., o anterior, puede llegar a ser el asentamiento más antiguo encontrado hasta ahora en las islas Orcadas.
Alrededor de 6000 a. C., los corrimientos Storegga de la costa de Noruega produjeron un tsunami que alcanzó 20 metros, por encima del nivel normal de la marea alta, en algunos lugares, como por ejemplo las islas Shetland. La evidencia generalizada de inundaciones costeras a partir de una gran ola se ha encontrado tan al sur como Fife y el impacto en las sociedades que vivían en las islas Orcadas durante el Mesolítico debió ser considerable.

## Neolítico

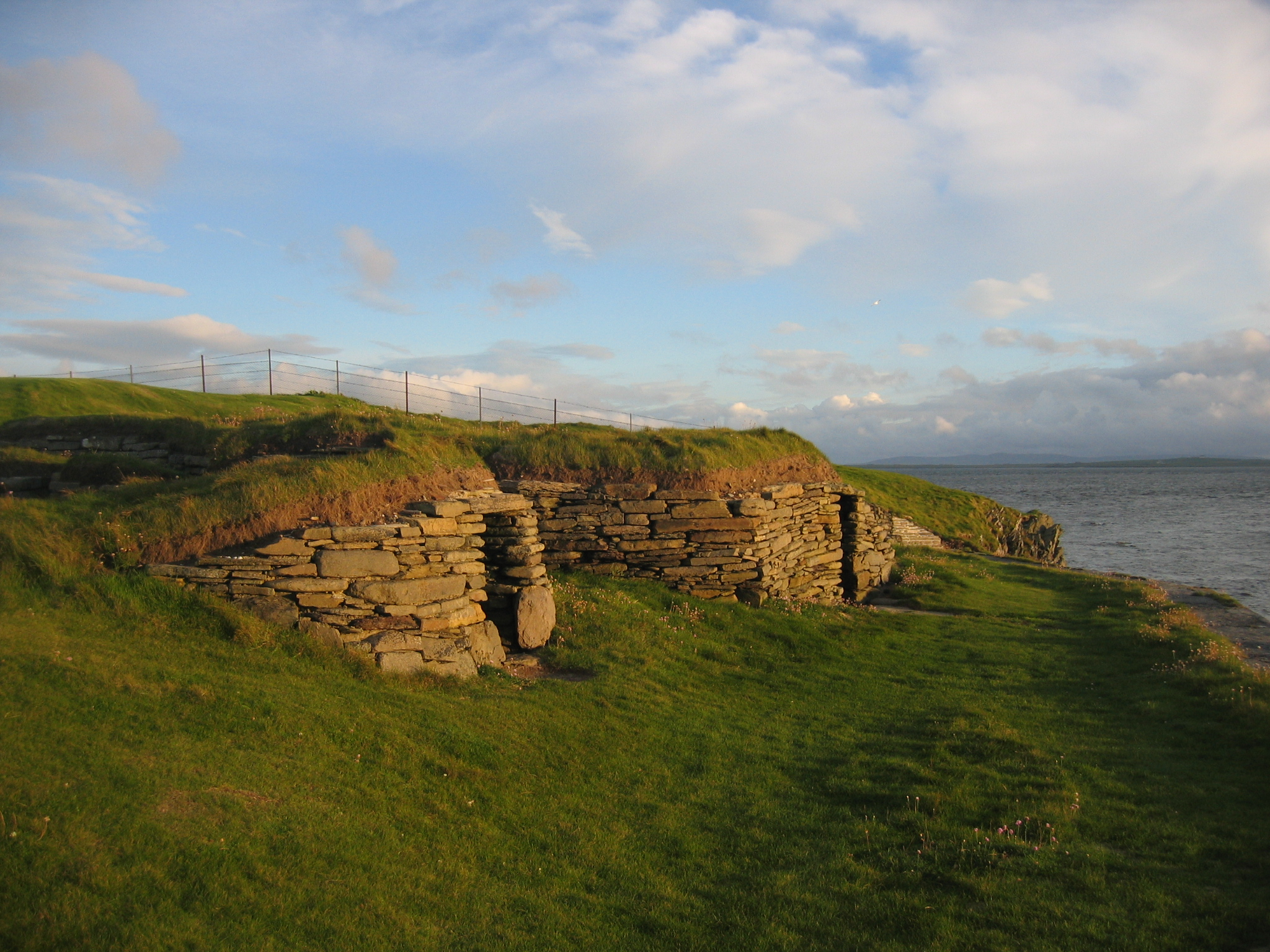
Muros de Knap de Howar hacia el mar.

El conjunto de estructuras monumentales del Neolítico en las islas Orcadas no tiene parangón en el Reino Unido y la isla Mainland proporciona un panorama completo de las características de este período. Durante este tiempo, nuevas sociedades complejas vieron la luz lo que era un cambio radical respecto de la tipología anterior, cazadores-recolectores, ya que eran capaces de crear estructuras importantes. El Neolítico en Escocia se prolongó desde, aproximadamente, 4000 hasta 2200 a. C. y en las islas Orcadas, en su conjunto, se han identificado cerca de 3000 sitios neolíticos en total. Arqueólogos británicos han interpretado a menudo esta era con dos fases distintas, el Neolítico inicial dominado por los estilos regionales de la cerámica y la arquitectura seguido de un brusco cambio relativamente tarde en el Neolítico final, o tardío, que se caracteriza por nuevas tradiciones que se encuentran a lo largo de las islas británicas que incorporan estructuras a mayor escala. En el contexto de las Orcadas, hay evolución definitiva durante el Neolítico, pero los cambios son graduales y tienden a basarse en las ideas anteriores en lugar de aparecer para formar dos períodos distintos. Los grandes monumentos del Neolítico orcadiano fueron construidos al mismo tiempo que el surgimiento de la cultura egipcia antigua, más de 500 años antes de la construcción de la Gran Pirámide de Guiza y casi un milenio antes de que las piedras sarsens de Stonehenge fueran erigidas.

### Primeras viviendas ycairnsde cámara

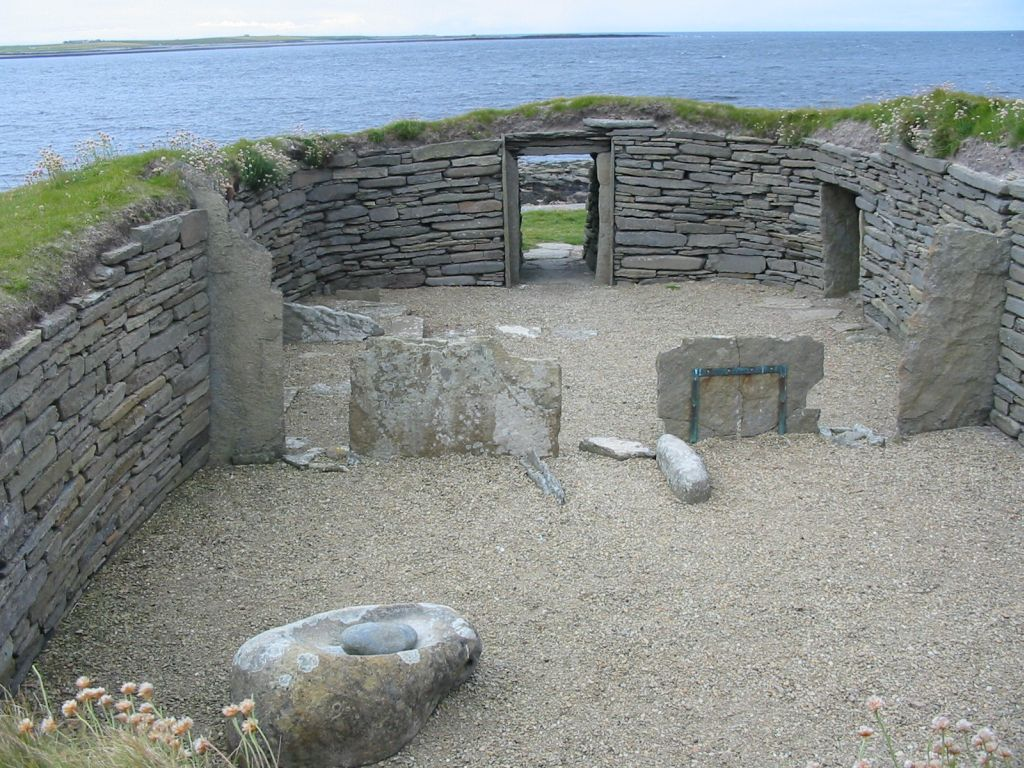
Interior de Knap de Howar, granja neolítica.

La granja neolítica de Knap de Howar es, probablemente, la más antigua conservada en el norte de Europa. Situada en la isla de Papa Westray (podría haber estado unida a la cercana Westray a principios del Neolítico), el caserío se compone de dos edificios rectangulares de esquinas redondeadas adyacentes de gruesas paredes con puertas bajas y conectadas por un pasillo. Esta estructura estuvo habitada durante 900 años a partir del 3700 a. C., pero, evidentemente, fue construida en el emplazamiento de un asentamiento aún más antiguo. Piezas de cerámica unstan fueron encontradas en el sitio, que fue descubierto en la década de 1920 cuando esta parte de la costa fue expuesta por vendavales y las mareas.
El asentamiento de Barnhouse es un grupo de, al menos, quince edificios, incluyendo uno que pudo haber sido utilizado para las reuniones comunales, ocupado entre 3200-2950 a. C. El diseño de las casas, construidas sobre el nivel del suelo, incluye un hogar central, con una cavidad como cama y aparadores de piedra. Hay una red de drenajes de piedra que conduce a una zanja común. Cerámica del tipo acanalada, piedras y herramientas de piedra se han encontrado, así como tres cuencos de resinita, que se cree provienen de la isla de Arran.

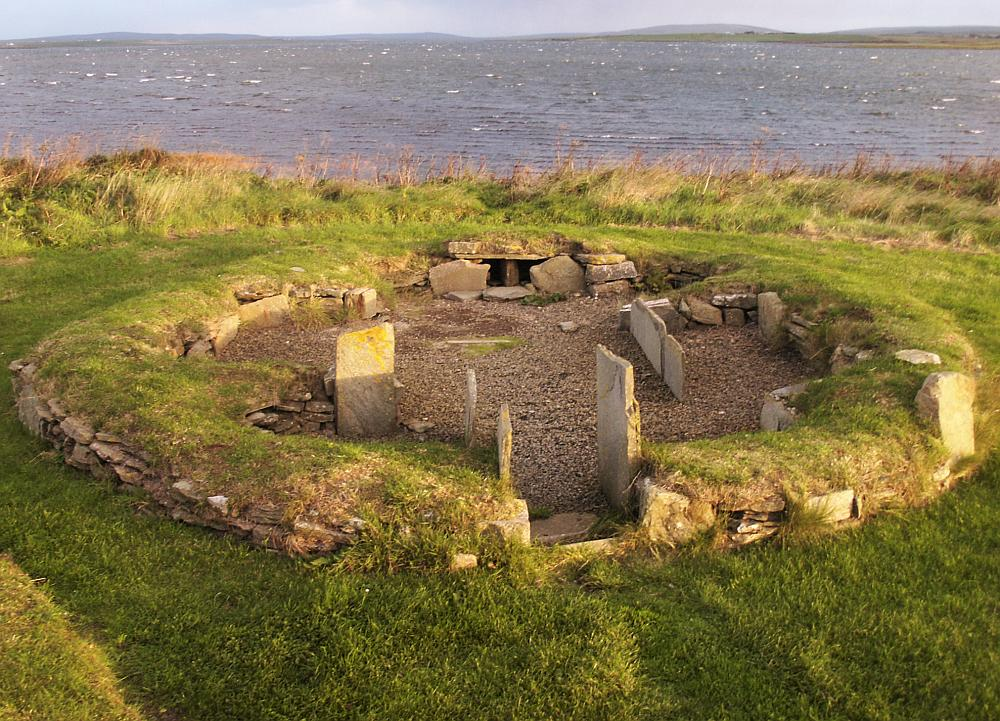
Casa 3 del poblado de Barnhouse, con el lago Harray detrás.

Skara Brae se compone de diez casas agrupadas y es el poblado neolítico más completo del norte de Europa. Las viviendas están construidas con gruesos muros en piedra seca. Ocupado entre 3100-2500 a. C., las casas son similares a las de Barnhouse, pero están unidas por pasajes comunes y fueron construidas en un gran muladar que contiene cenizas, huesos, conchas, piedras y residuos orgánicos. Solo los techos, que estuvieron apoyados, probablemente, sobre maderas o huesos de ballena, habrían sido visibles desde el exterior. En cada caso los aparadores de piedra fueron construidos de manera que dominaban la vista al entrar en la casa, que era por una puerta baja, también hay tallas elaboradas de significado desconocido en algunas de las piedras de las casas y pasajes. Una gran variedad de cuentas de hueso, alfileres y colgantes y cuatro bolas de piedra tallada también fueron descubiertas en el sitio, que fue revelado solo después de una tormenta en el invierno de 1850 que arrancó la hierba de la duna de arena que la cubría. Las ruinas existentes en su mayoría pertenecen a una fase secundaria de la construcción con las bases de la primera fase en gran parte oculta de la vista.
Los dos tipos principales de cairns con cámara en estas islas son: el tipo Orcadas-Cromarty con una cámara funeraria a la que se accede a través de un pasadizo bajo y suele dividirse en «puestos» por losas de piedra en posición vertical, y el tipo Maeshowe (véase más adelante), que es un tipo desarrollo posteriormente con un diseño cruciforme y un corredor alargado.
La isla de Rousay tiene un importante número de yacimientos prehistóricos (véase también más adelante), incluyendo quince tumbas del tipo anteriormente citado, lo que hace que sea conocido como el «Egipto del norte». El cairn con cámara Midhowe en la costa occidental de la isla es el mejor ejemplo. Las paredes exteriores de grandes piedras de este entierro cubierto por un montículo sobreviven con una altura superior a una persona y las piedras que lo forman están dispuestas en un patrón de espiga. Las cámaras interiores originales, de estilo sencillo y para dos o tres puestos, fueron más tarde ampliadas para incluir doce compartimentos separados y dispuestos a lo largo del pasaje de 23 metros. Hay otras tumbas importantes en Blackhammer, Taversoe Tuick y Yarso. La ampliación y la elaboración de cairns funerarios en el Neolítico tardío es un hecho que se encuentra en toda Escocia, y el paso de la tumba privada y simple a estructuras más grandes, algunas con entradas, al parecer, diseñadas para las reuniones públicas pueden también estar vinculadas a la aparición de complejos ceremoniales a escala del paisaje. Otras tumbas de cámara de importancia incluyen las de Unstan y Bookan en la isla principal y la de Holm de Papa Westray.
Links de Noltland, sitio en la costa norte de la isla de Westray ha sido excavado desde 1980. En 2009 una estatuilla en forma de pastilla fue descubierta, pudo haber sido tallada entre 2500-3000 a. C. y se cree que es la representación más antigua de un rostro humano que se ha encontrado en Escocia. La cara tiene dos puntos para los ojos, cejas espesas y una nariz alargada y un patrón repetido en el cuerpo podría representar la ropa. El arqueólogo Richard Strachan lo describió como un hallazgo de «increíble rareza».

### Corazón neolítico de las Orcadas

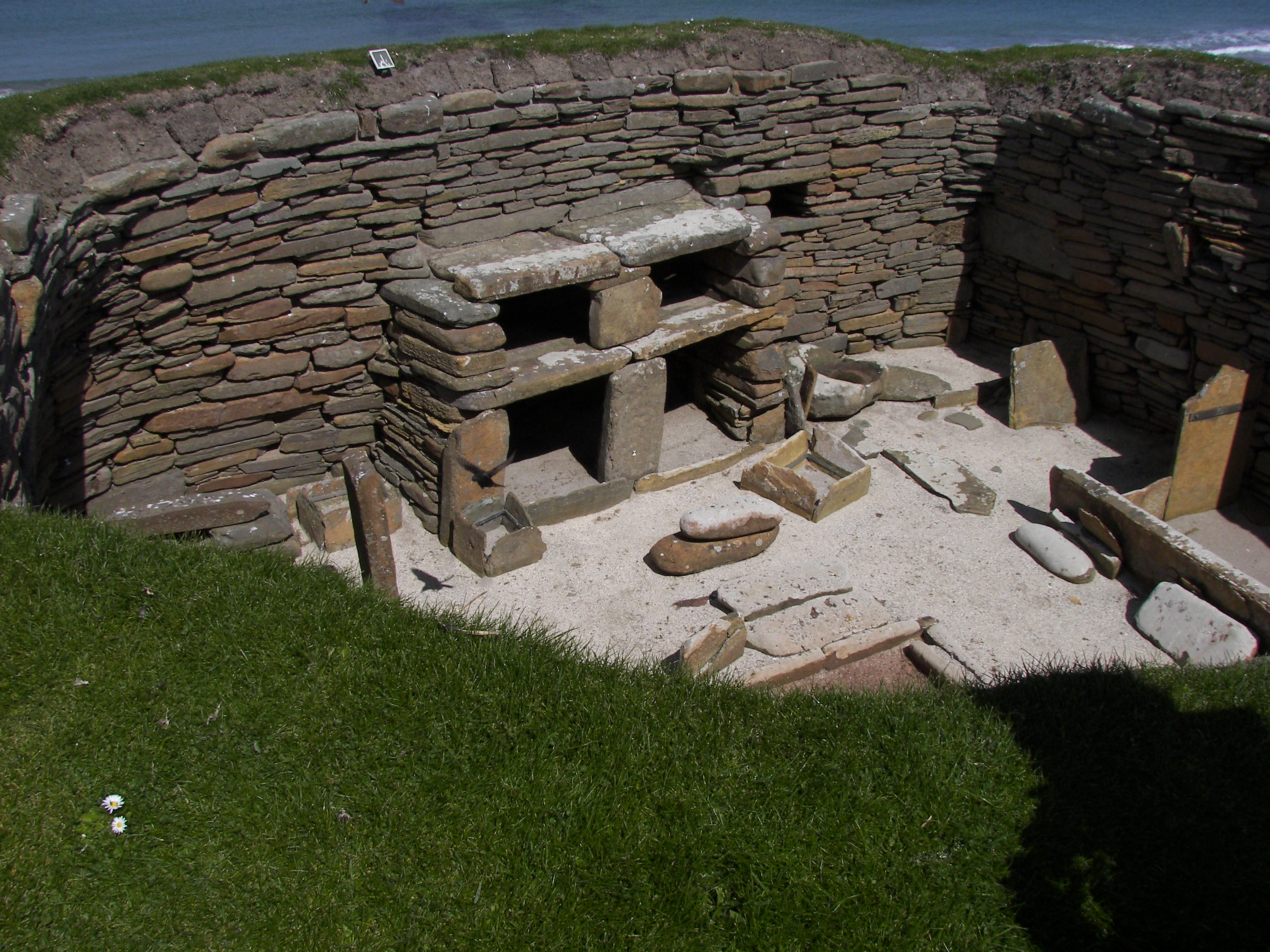
Un aparador de piedra en Skara Brae.

Skara Brae, Maeshowe, el anillo de Brodgar y las piedras de Stenness juntos forman el sitio Patrimonio de la Humanidad nombrado por la UNESCO como Corazón neolítico de las Orcadas y que fue inscrito en 1999. Situado en la parte occidental de la isla Mainland de las Orcadas, esta pequeña área ha proporcionado un rico patrimonio arqueológico en un lugar que está relativamente alejado de los principales centros de población de Escocia y de otras partes de Europa con gran densidad de habitantes. Sin embargo, sería un error imaginar que, debido a que las islas Orcadas son hoy así hayan sido siempre igual. Hay una cantidad sustancial de evidencias que sugieren que una parte de las islas más pequeñas de las islas británicas desarrollaron una sociedad avanzada en el Neolítico, que tuvo varios siglos más tiempo para desarrollarse en el territorio de la isla principal, Gran Bretaña. También está claro que, si bien el flujo de ideas y tecnologías en Gran Bretaña ha sido a menudo desde el sur hacia el norte, en este momento, es evidente que las islas Orcadas desempeñaron un papel importante en el desarrollo de cultura neolítica británica.
También existe la posibilidad de que las diferencias tribales fueran parte del paisaje cultural del Neolítico. La cerámica de Unstan se asocia con pequeños asentamientos como Knap de Howar, y las tumbas compartimentadas, como Midhowe. La cerámica de Grooved, por el contrario, tiende a asociarse con asentamientos más grandes, como Skara Brae y Barnhouse, y con el tipo de tumba Maes Howe.

#### Maeshowe

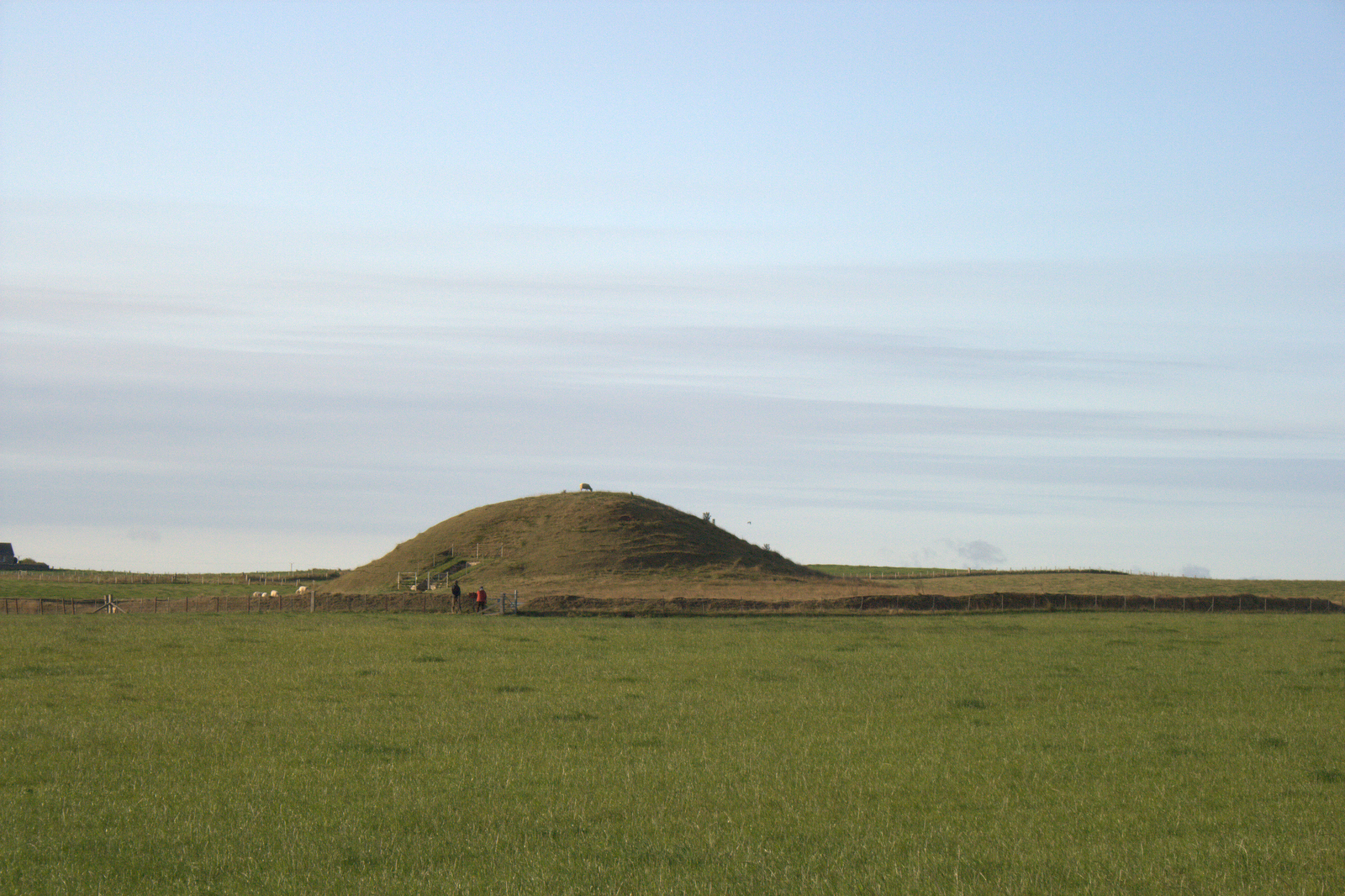
Maeshowe, cairn con cámara.

Data de alrededor de 3000 a. C., Maeshowe es un gran cairn con cámara y sepultura de corredor. Howe como elemento de un nombre, en el nórdico antiguo la palabra haugr significa montículo o túmulo, es común a lo largo de las islas Orcadas. El montículo de hierba esconde un complejo de pasajes y cámaras construidas con losas de piedra arenisca cuidadosamente elaboradas que, en escala y logro tiene pocos iguales en la Europa prehistórica. Además, se orienta de modo que la pared posterior de la cámara central, un cubo de aproximadamente 4,5 metros cúbicos, se ilumina en el solsticio de invierno. Le da su nombre al tipo Maeshowe de cairns de cámara, (véase más arriba) que incluyen otros sitios importantes, como Cuween Hill, Quanterness y Wideford Hill, y en Quoyness en Sanday.
Después de que cayó en desuso durante la Edad del Bronce, Maeshowe fue reabierto y utilizado siglos más tarde por los vikingos entre el IX y el XII de nuestra era. Los escandinavos dejaron una serie de inscripciones con runas en las paredes de piedra de la cámara, algunas de las cuales fueron escritas por un grupo de cruzados en el invierno de 1153-1154. Más de treinta inscripciones individuales siguen siendo, una de las mayores colecciones de este tipo en Europa.

#### Anillo de Brodgar

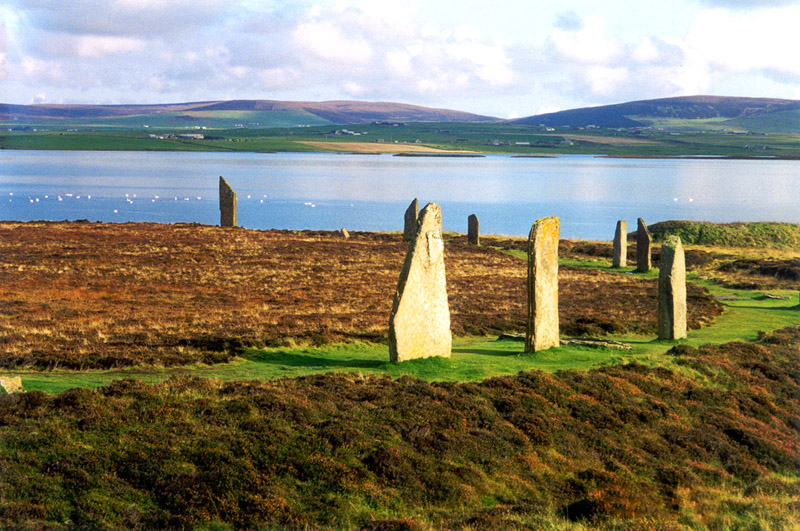
El anillo de Brodgar, en la isla Mainland de las Orcadas.

El anillo de Brodgar es un henge y círculo de piedras de 104 metros de diámetro, compuesta originalmente por 60 piedras (de las cuales solo 27 permanecen en pie), encerradas por una zanja circular de hasta 3 metros de profundidad y 10 metros de ancho. Algunas de las piedras conservadas son de 4,5 metros de altura y se ha estimado que solo la zanja tomó 80 mil horas-hombre para su construcción. El anillo se encuentra en un pequeño istmo entre los lagos de Stenness y Harray y en general se cree que fue construido entre 2500 y 2000 a. C.
Las excavaciones del Orkney College en el cercano sitio de Ness de Brodgar, entre el anillo y las piedras de Stenness, han revelado varios edificios, tanto rituales como domésticos y los trabajos sugieren que es probable que haya más en los alrededores. Una de las estructuras parece ser de 20 metros de largo por 11 metros de ancho. También se han descubierto cerámica, huesos, herramientas de piedra y cabezas de maza de piedra pulida. Tal vez el hallazgo más importante fue encontrar los restos de un muro de piedra de gran tamaño que pudo haber sido de 100 metros de largo y 4 metros de ancho o más. Parece que atraviesa toda la península y se encuentra en el sitio y puede haber sido una barrera simbólica entre el paisaje ritual del anillo y el mundo material que lo rodeaba.
En 2010 una roca de color, rojo, naranja y amarillo fue desenterrada. Aunque contenedores de pigmentos se han encontrado previamente en sitios como Skara Brae, este fue el primer descubrimiento en Gran Bretaña, y posiblemente en el norte de Europa, de la evidencia que los pueblos neolíticos utilizaban la pintura para decorar sus edificios. Se cree que la pintura primitiva podría haber sido fabricada a partir de mineral de hierro, mezclado con grasa animal, leche o huevos. Solo una semana después, una piedra con un zigzag con un patrón de chevrón pintado con un pigmento rojo fue descubierta cerca.

#### Rocas de Stenness

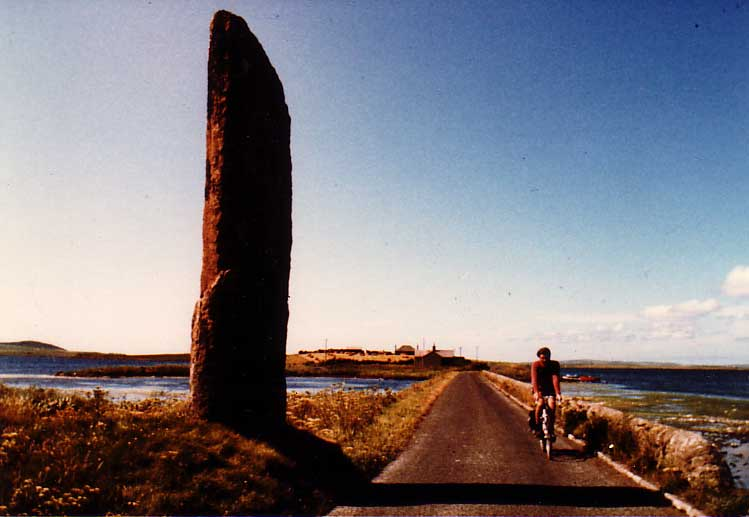
Una de las rocas de Stenness exterior al círculo principal, llamada Piedra Reloj (Watchstone).

Las piedras de Stenness es un conjunto megalítico del que restan cuatro menhires de un crómlech, o círculo de piedras, el mayor de los cuales es de 6 metros de alto, rodeados por un henge. El sitio se cree que data de 3100 a. C., una de las fechas más tempranas para un crómlech en cualquier lugar de Gran Bretaña. Las piedras son parte de un paraje que, evidentemente, tenía un significado ritual considerable para la «gente de la cerámica acanalada». El Anillo de Brodgar se encuentra a unos 1,6 kilómetros al norte-oeste, y Maeshowe está a una distancia similar hacia el este. Barnhouse está a solo 150 metros hacia el norte.
Los actuales megalitos fueron originalmente parte de un círculo de piedras en forma elíptica, de 12 piedras, de unos 32 metros de diámetro rodeado por una zanja que fue de 2 metros de ancho y 7 metros de profundidad y con una única entrada por medio de una calzada en el lado norte que mira hacia el asentamiento de Barnhouse. La «Piedra Reloj» se encuentra fuera del círculo, hacia el norte-oeste, y es de 5,6 metros de alto. Otras piedras más pequeñas, incluida una cuadrada como un enorme fogón puesto en el centro del círculo y esto junto con los huesos de ganado vacuno, ovejas, lobos y perros que se encuentran en la zanja, sugieren sacrificios rituales y banquetes.
Hasta una época tan tardía como el siglo XVIII el sitio estuvo asociado con las tradiciones y rituales, por entonces en relación con los dioses nórdicos. La «Piedra de Odín» fue perforada con un agujero circular, y fue utilizada por las parejas locales para prometerse cogiéndose las manos a través del hueco. En los comienzos del siglo XIX un terrateniente local e inmigrantes recién llegados a las islas Orcadas decidieron quitar las piedras, las que habían sido la base de la gente local para el parcelamiento de sus tierras. Comenzó en diciembre de 1814 rompiendo la piedra de Odín. Esto causó indignación y fue detenido después de destruir otra piedra y haber derribado otra. La piedra caída fue erigida de nuevo en 1906 junto con algunas reconstrucciones inexactas dentro del círculo.

### Otros sitios del Neolítico final

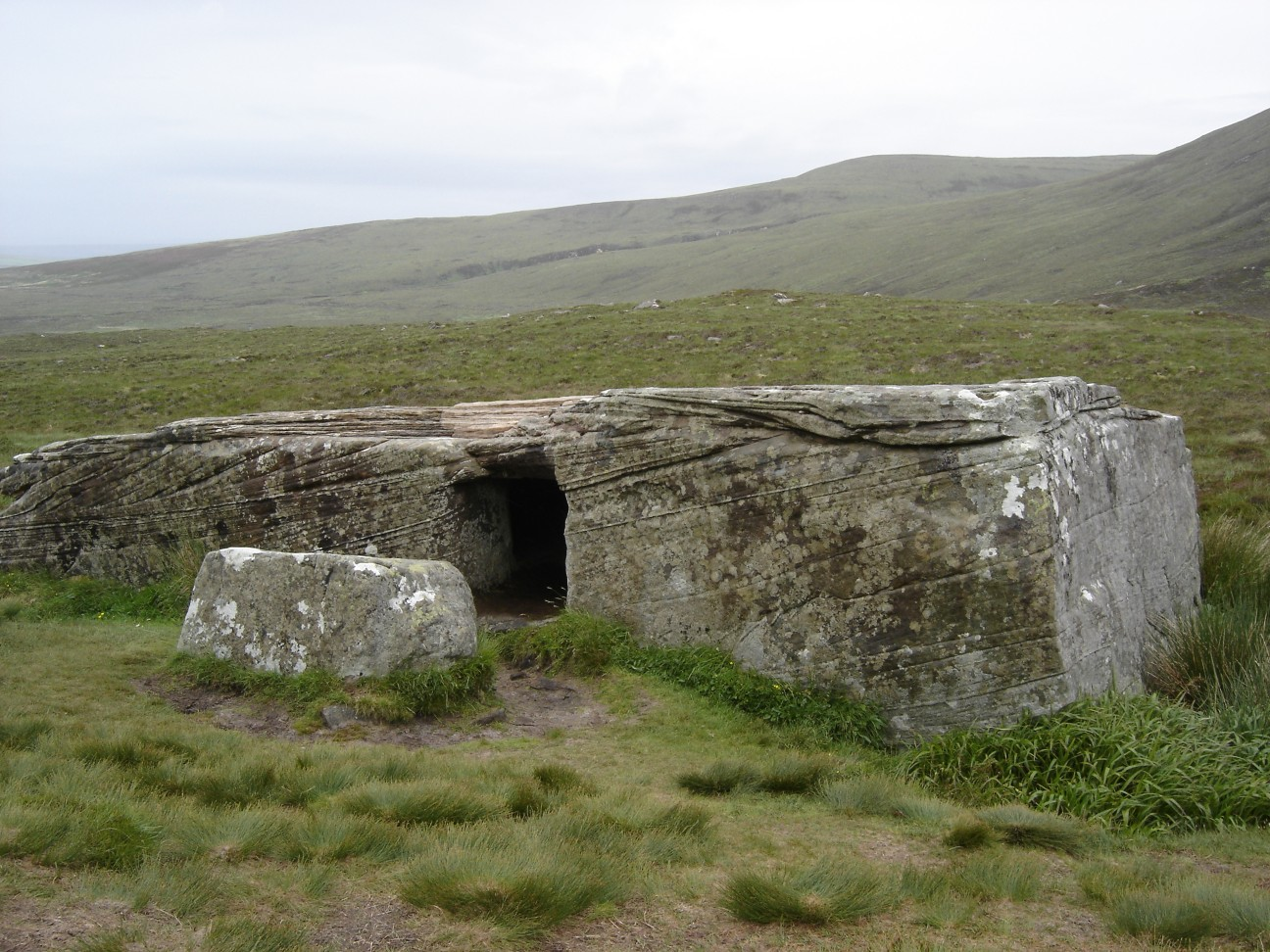
Dwarfie Stane, cámara sepulcral tallada en un gigantesco bloque de piedra.

El cairn con cámara Isbister, conocido popularmente como la «Tumba de las águilas» se encuentra en los acantilados de Ronaldsay del sur. Esta tumba de cámara estuvo en uso durante 800 años, o más, desde 3150 a. C., y tiene cinco compartimentos separados y tres cámaras laterales. 16 000 huesos humanos fueron encontrados durante las excavaciones, así como 725 huesos de aves, sobre todo de águila marina de cola blanca y más de 25 kilogramos de fragmentos de cerámica.
La tumba Dwarfie Stane en la isla de Hoy se hizo de un gran bloque único de arenisca roja con una cámara central excavada. Este estilo es muy diferente a cualquier otro sitio neolítico de las Orcadas y probablemente data de alrededor de 2500 a. C. Fue el primer monumento antiguo orcadiano que se describió por escrito, ya que aparece en el siglo XVI en la Descriptio Insularum Orchadiarum por Joannem Ben que proporcionó la explicación de su existencia como si hubiera sido construido y utilizado por los gigantes.

## Edad del Bronce
La Edad del Bronce en Escocia se prolongó desde aproximadamente 2200 al 800 a. C. y el norte de Escocia ha producido una escasez relativa de restos de este periodo en comparación con el Neolítico y más tarde la Edad de Hierro. Esto puede deberse en parte al deterioro de las condiciones meteorológicas en el segundo milenio antes de Cristo. En las islas Orcadas, pocas estructuras grandes de piedra fueron construidas durante este período, los entierros se realizaban en pequeñas cistas alejadas de los grandes sitios megalíticos y la nueva cultura del vaso campaniforme comenzó a dominar. Sin embargo los grandes círculos ceremoniales continuaron en uso según la metalurgia del bronce se introducía lentamente en Escocia desde Europa durante un largo periodo. Existe un acuerdo entre los historiadores que a partir de 1000 a. C., es legítimo hablar de una cultura celta en Escocia, aunque la naturaleza de la civilización celta orcadiana y su relación con sus vecinos sigue siendo en gran parte desconocida.
Además de varios sitios de Mainland como Knowes de Trotty, Kirbuster Hill y el impresionante montículo Plumcake, cerca del anillo de Brodgar, hay varias estructuras de la Edad del Bronce en otras islas como Tofts Ness en Sanday, Warness en Eday, los restos de dos casas en Holm de Faray, y un montículo quemado y una granja en Auskerry.

## Edad del Hierro

### Edad del Hierro temprana
La Edad del Hierro ofrece numerosos e importantes restos de edificios. En las excavaciones de la década de 1970 en Quanterness, cerca de la ubicación de la tumba de cámara neolítica, reveló una casa circular atlántica (en inglés Atlantic roundhouse), construcción típica, y única, de Escocia. Esta fue construida alrededor de 700 a. C., con piedra de un edificio más antiguo que había caído en desuso unos dos milenios antes.

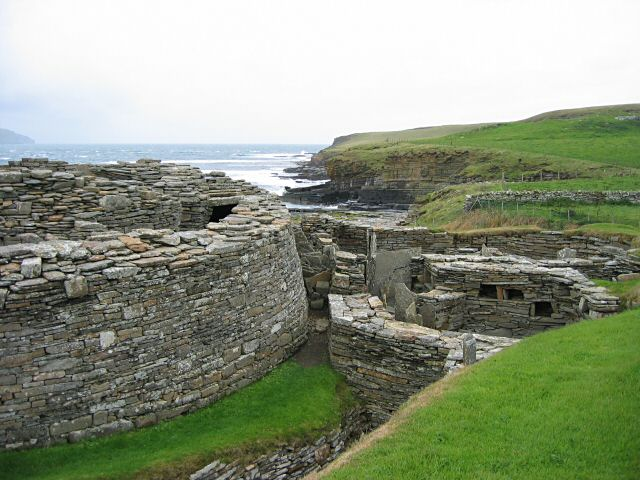
Broch Midhowe en la costa oeste de Rousay.

 Numerosos hallazgos similares se han hecho en, por ejemplo, Bu en Mainland y en la cantera Pierowall en Westray. Hay, también, impresionantes brochs. Estas importantes torres de piedra se desarrollaron a partir de la tradición de la casa circular en el norte y oeste de Escocia, cuyos muros de piedra seca pudieron haber llegado a 13 metros de altura. A pesar de que las Islas Orcadas no tienen torres broch donde las paredes supervivientes no suben más de unos metros, varios sitios importantes excavados tienen asociados numerosos edificios formando una «aldea broch».
El broch Midhowe se encuentra cerca del cairn con cámara del mismo nombre en Rousay. Parece que ha habido al menos dos períodos de ocupación y en algún momento se añadieron contrafuertes en el exterior del muro, lo que sugiere que la estructura llegó a necesitar dicho apoyo. Es uno de los once sitios broch a ambos lados del estrecho de Eynhallow. El broch Burroughston en la isla de Shapinsay fue construido en la segunda mitad del primer milenio a. C. y excavado a mediados del siglo XIX. Su revestimiento de tierra está intacto, permitiendo a los visitantes contemplar el broch desde arriba. Las paredes son de hasta 4 metros de espesor en ciertos sitios y hay una cámara completa en el pasaje de entrada. Los restos de muebles de piedra son evidentes en el interior.

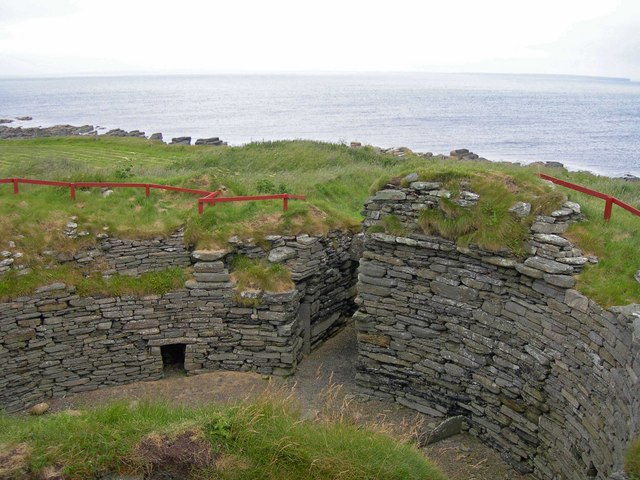
Broch Burroughston, Shapinsay.

La Mina Howe (Mine Howe en inglés), que se encuentra cerca de Tankerness en la parroquia de St Andrews, es un subterráneo prehistórico artificial, una cámara excavada de 7 metros de profundidad dentro de un gran montículo. Su propósito no es conocido. Las paredes están revestidas con piedras para formar un arco sobre la cavidad y empinadas escaleras conducen a un piso de piedra. La entrada está en la parte superior de la pequeña colina y hay una zanja que rodea y evidencias de sofisticados trabajos de metales en todo el sitio. Un soterramiento en Rennibister consiste en una cámara oval con un tejado voladizo sostenido por pilares. A pesar de que estas estructuras suelen estar asociadas con el almacenamiento de los alimentos este sitio es una reminiscencia de las tumbas con cámaras del Neolítico. Las excavaciones revelaron 18 esqueletos humanos.
Los wheelhouses (en español timonera) son edificios de piedra de la Edad del Hierro tardía cuyas características incluyen una pared exterior en el que un círculo de pilares de piedra (que tiene una semejanza con los radios de una rueda) forman la base para el dintel de arcos que soportan el tejado voladizo con un fogón en el centro. Ocho presuntos yacimientos han sido identificados en las islas Orcadas, aunque el estilo es diferente del de las Shetland y las Hébridas Exteriores. Los lugares de las islas Orcadas son: cuatro en Sanday, uno en Calf of Eday, uno en Hillock de Burroughston en Shapinsay y dos en Mainland en broch Burrian y Broch de Gurness.

### Influencia de Roma
En un intervalo pequeño de tiempo las Orcadas pasaron de la prehistoria a la protohistoria. El explorador griego Piteas visitó Gran Bretaña en algún momento entre 322 y 285 a. C. y pudo haber dado la vuelta al continente. En su En el océano se refiere al punto más al norte como las Orcas, posiblemente una referencia a las Islas Orcadas.

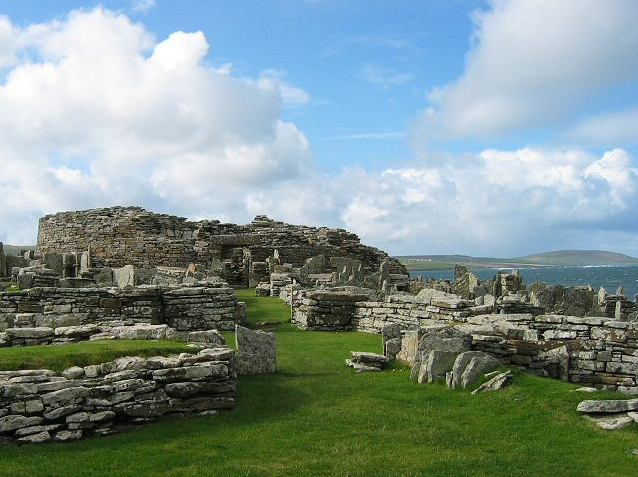
Broch de Gurness en Mainland.

Sorprendentemente, el primer registro escrito de una conexión formal entre Roma y Escocia es la presencia del «Rey de las Islas Orcadas», que fue uno de los once reyes británicos que presentó al emperador Claudio en Colchester en el año 43 después de la invasión del sur de Gran Bretaña tres meses antes. Las grandes distancias y corto período de tiempo involucrado sugieren una conexión previa entre Roma y las Islas Orcadas, aunque ninguna prueba de ello ha sido encontrada y el contraste con la posterior resistencia caledonia a Roma es notable. Pomponio Mela, el geógrafo romano, recogió en su De Chorographia, escrito c. de 43 d. C., que había treinta Islas Orcadas.
Sin duda hay evidencia de una conexión orcadiana con Roma antes del año 60 por cerámica encontrada en el broch de Gurness. Además, sucesivamente monedas romanas imperiales del I y II siglo se han encontrado en el broch Lingro. junto con hallasgos romanos en Mine Howe, lo que pudiera indicar algo más que simple contactos comerciales entre Roma y las Orcadas.
La presencia romana en Escocia no fue mucho más que una serie de, relativamente, breves interludios de ocupación militar parcial. Como la influencia romana en Escocia disminuyó a partir de 211, las Orcadas desaparecieron de la historia otra vez y la forma de vida de la Edad del Hierro celta siguió sin grandes cambios.

### Dominio picto

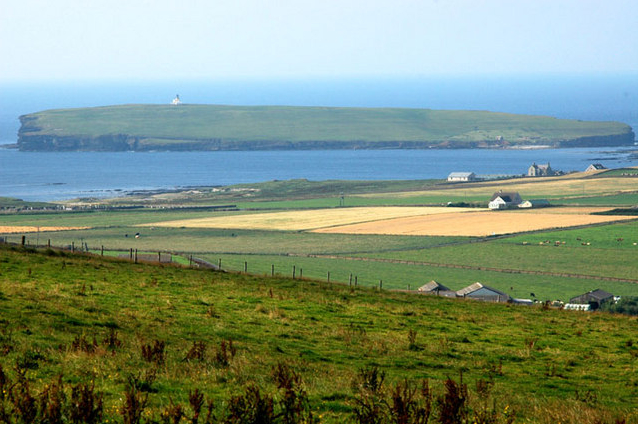
El islote mareal de Brough de Birsay.

En los siglos siguientes a las incursiones de Roma el territorio escocés de islas Orcadas fue, al menos por un tiempo, parte del reino picto. Muy poco se sabe acerca de la orcadianos pictos, los vestigios arqueológicos principales son símbolos grabados en piedras. Uno de los mejores ejemplos se encuentra en la Brough de Birsay, donde se muestran tres guerreros con lanzas y vainas de espada junto con los símbolos tradicionales de los pictos. Esta pequeña isla mareal tiene una larga historia de asentamiento que continuó en el período de los nórdicos.
El biógrafo de San Columba, el también santo Adomnan, afirmaba es sus escritos del siglo VII que había orcadianos en la corte de Bridei I. Estos orcadianos fueron descritos como «rehenes», que podría implicar relaciones difíciles entre las islas Orcadas y el rey, a pesar de que pudieran haber sido simplemente invitados en la corte. Un cementerio picto fue encontrado en los terrenos de Skaill House (junto a Skara Brae) en 1996.
El cristianismo, probablemente, llegó a las islas Orcadas, en el siglo VI y surgió la autoridad de la iglesia organizada en el siglo VIII. La fusayola de Buckquoy encontrada en un sitio picto en Birsay es un artefacto con inscripciones en Ogam, cuya interpretación ha causado controversia, aunque ahora es generalmente considerado como de origen irlandés y cristiano. Una evidencia asociada con la Iglesia de San Bonifacio en Papa Westray sugiere que esta isla fue la sede del obispado cristiano de las islas Orcadas en tiempos de los pictos. En el siglo VIII fue también el momento del comienzo de las invasiones vikingas de la costa escocesa y con ellos vino una nueva cultura e idioma a las islas Orcadas. La era de los nórdicos ha proporcionado una gran variedad de registros escritos, la importante Saga Orkneyinga entre ellos y en este punto del archipiélago emerge plenamente a la era histórica.

## Historia de la arqueología en Orcadas
Las primeras excavaciones formales se registraron en 1795 en Estadística de Escocia (original en inglés, Statistical Accounts of Scotland), acerca del yacimiento Earl's Knoll (literalmente en español «montículo del Conde») de la isla Papa Stronsay. Al igual que con Dwarfie Stane, el montículo se supuso, en su momento, que era la tumba de un gigante. Poco después de ello, comenzó el trabajo sobre «Construcciones-pictas» (por ejemplo, tumba de cámara) en Quanterness, pero no fue más allá de unas anotaciones hasta mediados del siglo XIX. F.W.L. Thomas, cuya profesión era capitán en la Marina Real Británica publicó The Celtic Antiquities of Orkney (Antigüedades celtas de las Islas Orcadas), en 1852, donde se enumeraban diversos sitios de interés y objetivos de interés para «anticuarios» de la rama. Sus esperanzas se cumplieron y una docena de tumbas de cámara se estudiaron entre 1849 y 1867 por James Farrer, R.J. Hebden y George Petrie. Sin embargo, aparte de trabajar en Unstan, cerca de Stromness, hubo un receso en los trabajos durante seis décadas. Luego, a partir de la década de 1920, el trabajo se reanudó con la asistencia de la Comisión Real sobre los Monumentos Antiguos e Históricos de Escocia (Royal Commission on the Ancient and Historical Monuments of Scotland) y el Ministerio de Trabajo. El más eminente arqueólogo que trabajo aquí, en esa época, fue Vere Gordon Childe. Participó en las excavaciones de Skara Brae y Rinyo, pero solo cuando un fragmento de cerámica fue descubierto en el último sitio es cuando llegó a ser entendido que estos asentamientos databan del Neolítico, en lugar de la Edad del Hierro. Otras 18 tumbas fueron excavadas antes de 1950, incluyendo cinco en Eday y una en Calf of Eday y por la década de 1960 las líneas generales de una comprensión moderna de la prehistoria orcadiana habían surgido. El advenimiento de la datación por radiocarbono permitió, incluso de forma más detallada, establecer fechas y refutó las teorías anteriores de que las tumbas de cámara de Orcadas se habían desarrollado a partir de estructuras similares que se encontraban en el este del Mediterráneo, como las construidas por los minoicos, cuando quedó claro que las primeras eran anteriores a estas últimas por un margen considerable.